# La Sonate à Kreutzer (film, 1956)
Pour les articles homonymes, voir La Sonate à Kreutzer (homonymie).
Pour plus de détails, voir Fiche technique et Distribution.
La Sonate à Kreutzer est un moyen métrage français réalisé par Éric Rohmer, sorti en 1956.

## Synopsis
Un jeune architecte promis à la plus brillante réussite constatant qu'il a consacré ses plus belles années à son ambition sociale décide de se marier.
Il jette son dévolu sur une jeune fille sans attrait ni charme particulier qu'il a remarquée dans une des caves de jazz qu'il fréquente, et se persuade de la séduire. Ils se marient assez rapidement, sans véritable amour. Au fil de la vie commune, le couple se défait et la haine prend place insidieusement dans l'esprit du jeune marié. Elle se cristallise sur la personne d'un jeune critique que le mari a présenté à son épouse et dont elle semble s'éprendre au cours d'une soirée pendant laquelle est jouée la Sonate à Kreutzer.
Soupçonnant qu'ils se voient en cachette, le mari tend un piège et les retrouve ensemble. Une courte bagarre s'ensuit, le jeune critique s'enfuit. Retrouvant la froide colère qu'il éprouve depuis longtemps, le mari trompé poignarde sa jeune épouse puis appelle la police.

## Fiche technique
- Titre original : La Sonate à Kreutzer
- Réalisation : Éric Rohmer
- Scénario : Éric Rohmer, d'après la nouvelle homonyme de Léon Tolstoï
- Photographie : Jacques Rivette, Roland Sarver (seul crédité au générique)
- Montage : Éric Rohmer
- Production : Jean-Luc Godard
- Société de production : Les Films du losange
- Pays d’origine :  France
- Langue originale : français
- Format : noir et blanc — 16 mm — 1,33:1 — son Mono
- Genre : drame
- Durée : 20 minutes selon certaines sources[1],[2], 45 minutes selon une autre[3], 50 minutes selon une troisième[4]. C'est la version de 45 minutes qui est présente sur le coffret Éric Rohmer.
- Dates de sortie : France, 1956
- Restauration : Lumières Numériques (2014)

## Distribution
- Éric Rohmer : le mari
- Françoise Martinelli[5] : l'épouse
- Jean-Claude Brialy : l'amant
- Jean-Luc Godard : un ami journaliste
- Lors d'une séquence filmée dans les locaux des Cahiers du cinéma[6], on aperçoit André Bazin, Claude Chabrol, Charles Bitsch, François Truffaut. Le saxophoniste Marc Laferrière apparait également dans une autre séquence[7]

## Autour du film
La copie de travail avait été montrée une fois en 1957 et une autre fois dans les années 1970, mais ce film est resté inédit jusqu'en 2013. Il a alors bénéficié de l'aide à la numérisation du patrimoine mise en place par le CNC et a pu ainsi être restauré par la société Lumières numériques, tout comme d'autres films de Rohmer. Le film a ainsi pu être disponible dans son intégralité au sein d'un coffret DVD Éric Rohmer sorti en 2013. Des extraits du films ont également été diffusés lors de l'exposition François Truffaut à la Cinémathèque française en 2014.
Le film est tourné dans l'esthétique d'un film muet, sans aucun dialogue ni son d'ambiance. Seule la voix off, constante, le différencie de ce dispositif. La musique accompagne constamment les images. Elle est de Ludwig van Beethoven : Variations Diabelli, Sonate op. 109 et Sonate à Kreutzer.